# Радио Петербург
Радио «Петербург» — одна из первых радиостанций Санкт-Петербурга и России. С 1924 по 1991 годы называлось Ленинградским радио. После закрытия в 2010 году «Радио-1» — бывшей 1 программы Всесоюзного Радио Гостелерадио СССР — радио «Петербург» является старейшей из ныне вещающих радиостанций России.

## История

### Северо-западное отделение АО «Радиопередача» (1924—1927)
1 декабря 1924 года было основано Северо-Западное отделение АО «Радиопередача», а 24 декабря 1924 года оно начало радиовещание.
В самом начале, до 1926 года, студия радиостанции располагается на Песочной улице (ныне улице Профессора Попова). Мощность первого передатчика, созданного работниками Центральной радиолаборатории, равняется одному киловатту.
В 1926 году для Ленинградского радио оборудуется студия на улице Герцена, в доме № 37. Мощность радиостанции удваивается.

### Ленинградский широковещательный радиоузел (1928—1930)
В 1928 году АО «Радиопередача» и все его отделения, включая Северо-Западное, были упразднены, радиовещание в Ленинграде передано Ленинградскому широковещательному радиоузлу Народного комиссариата почт и телеграфов. В здании Ленинградского Электротехнического института связи им. М. А. Бонч-Бруевича началось строительство радиовещательный центр, из которого Ленинградское радио вещало до начала 1930-х годов. Мощность передатчика радиостанции становится равна 10 кВт.
С начала 1930-х и по сей день студии радиостанции располагаются в Ленинградском Доме Радио, на Итальянской улице, в доме № 27.

### Ленинградский радиоцентр (1930—1933)
В 1930 году Ленинградский широковещательный радиоузел и Ленинградская радиодирекция Народного комиссариата почт и телеграфов были объединены в Ленинградский радиоцентр, который перешёл в управление Ленинградского радиоотдела Народного комиссариата почт и телеграфов. В 1931 году был создан Ленинградский комитет по радиовещанию.

### В составе Лентелерадио (1933—1991)

#### Предвоенные годы

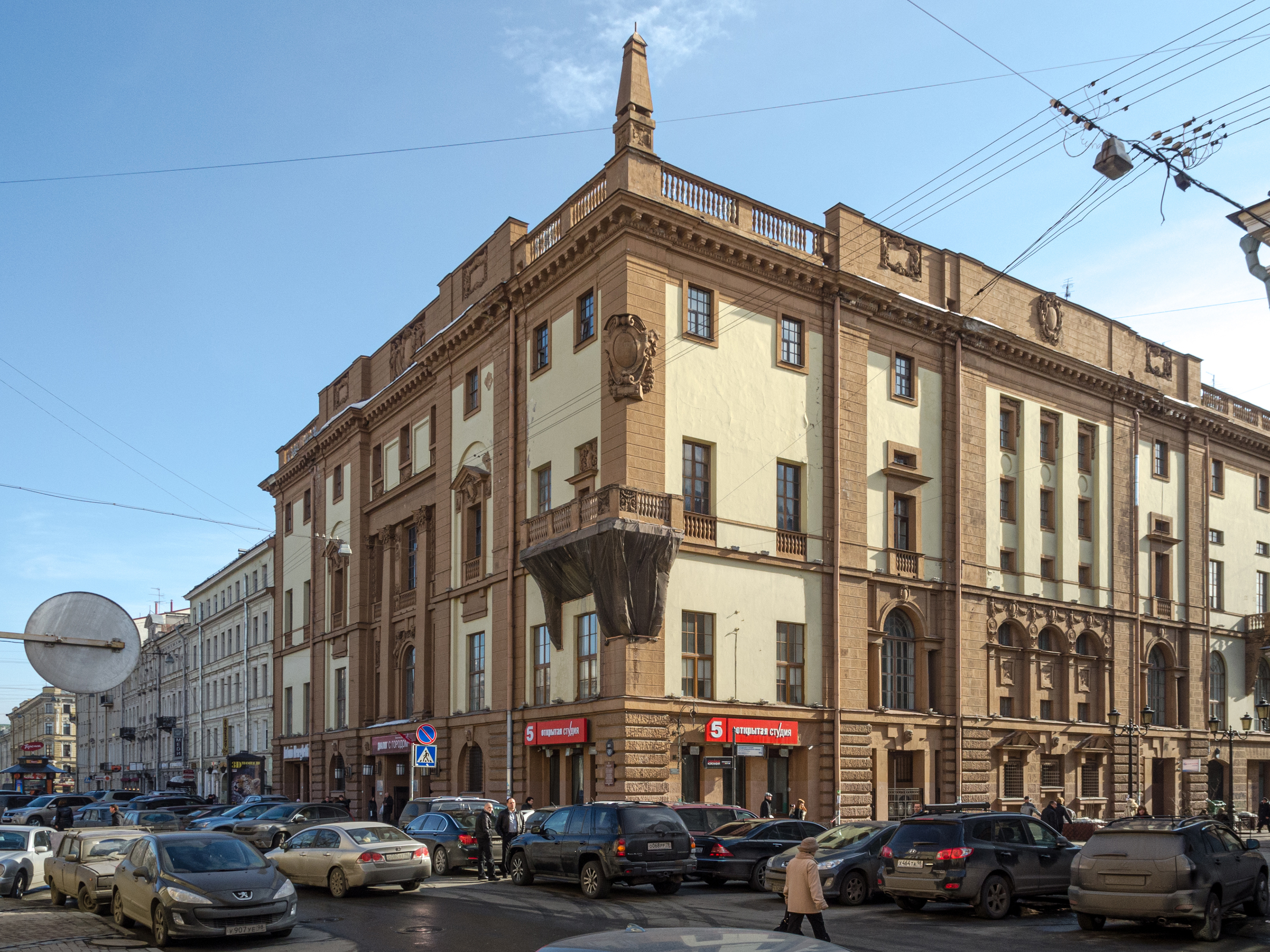
Дом Радио

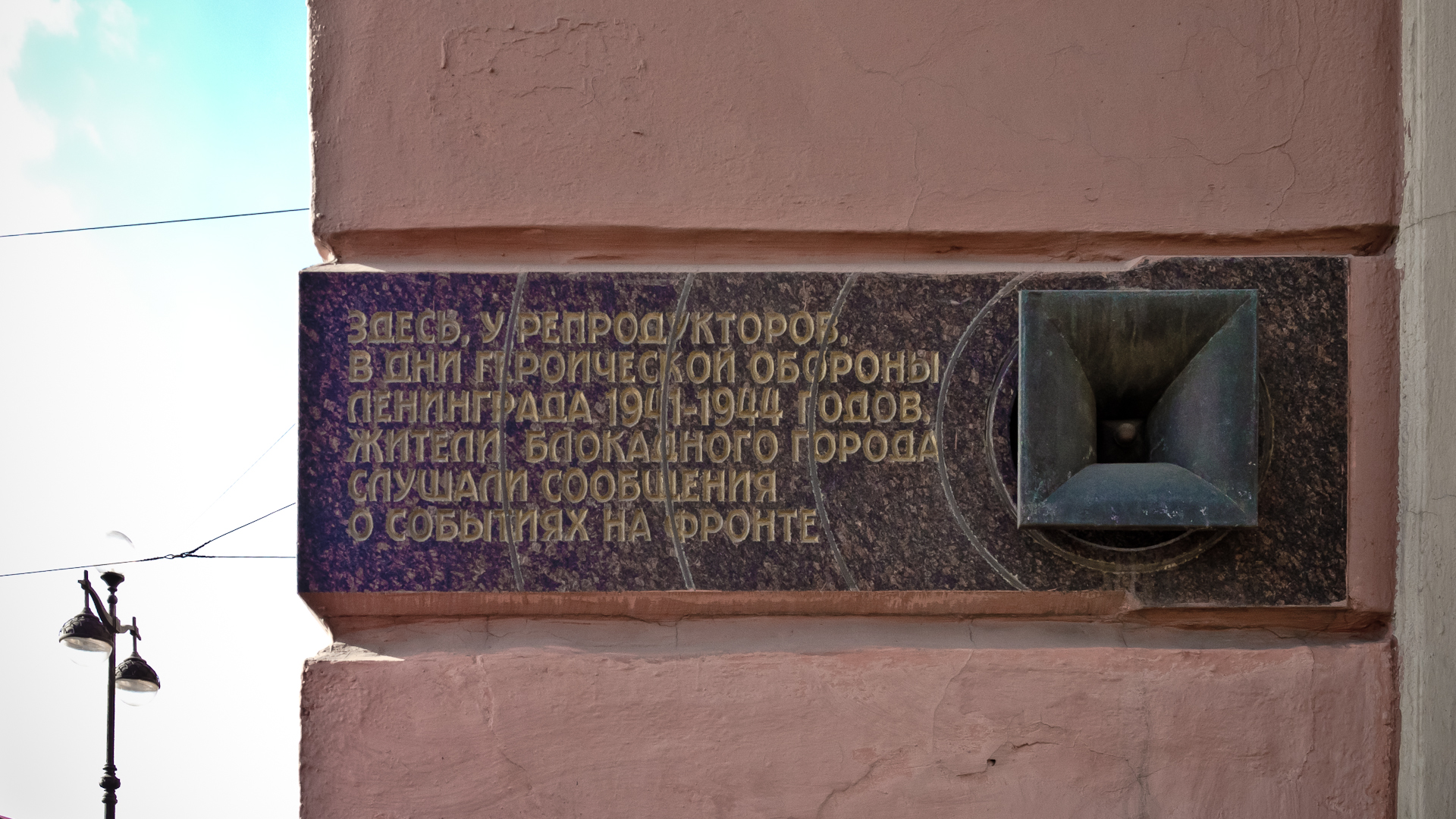
Мемориал блокадному репродуктору. Малая Садовая улица, 3

В 1933 году Ленинградский комитет по радиовещанию был выведен из состава Народного комиссариата связи и переименован в Ленинградский комитет радиоинформации и радиовещания, передающая часть была оставлена в составе Народного комиссариата связи СССР в качестве Ленинградской радиодирекции, а в 1939 году она была разделена на Ленинградскую радиовещательную дирекцию (эфирное вещание, в 1941 году объединена с Ленинградской дирекцией радиосвязи в Ленинградскую дирекцию радиосвязи и радиовещания) и Дирекцию городской радиотрансляционной сети (проводное вещание).
В 1930-х годах Ленинградское радио имеет сеть радиостанций в пригородах города. Так в Колпине в 1931 году начинает работу радиостанция РВ-53 мощностью 100 кВт.
Перед началом Великой Отечественной войны радиотрансляционная сеть Ленинграда насчитывала 640 тысяч сетевых радиоточек — как индивидуальных (в квартирах), так и коллективных (в клубах и красных уголках, в лечебных учреждениях, в домах отдыха, в учреждениях бытового обслуживания и т. д.). Мощные радиорупоры размещались на перекрёстках и площадях, в парках и других местах отдыха. На городских предприятиях вели вещание 48 радиоузлов с 11 853 радиоточками.

#### В годы блокады
С началом войны все станции, кроме центральной, прекращают свою работу, а Колпинская радиостанция эвакуируется в Ленинград, где её запускают в работу на территории Дацана на Приморском проспекте. Антенну для неё, с целью маскировки, размещают на заградительном аэростате.
С первых дней войны в выпусках «Последних известий» стали звучать сводки с фронта и сообщения о подготовке добровольцев и принимаемых для обороны города мероприятиях. Разъяснительная работа, проводившаяся в прессе и на радио, позволила предотвратить проникновение ряда диверсионных групп: так, осенью 1941 года сброшенная на парашютах в районе Митрофаньевского кладбища группа диверсантов была оперативно задержана сотрудниками госбезопасности при помощи населения. В соответствии с решением СНК от июля 1941 года «О всеобщей обязательной военной подготовке населения к противовоздушной обороне», постановлений исполкома Ленгорсовета от 11 июля того же года по радио стали передаваться специальные программы для бойцов МПВО, в которых звучали оперативные и действенные инструкции поведения населения Ленинграда. В июле эти программы выходили четыре раза в день (например, «Как тушить зажигательные бомбы», «Противохимическая тревога», «Организация первой помощи» и др.), а темы передач менялись каждые три дня. Выходили отдельные материалы о труде женщин в осаждённом городе: так, этой теме был посвящён выпуск «Последних известий» от 30 июня 1941 года.
В июле — августе 1941 года радио начало передавать репортажи из донорских пунктов, транслировать выступления доноров и передавать в эфир информацию о сдаче крови и обращения выживших благодаря донорской помощи солдат. 5 июля по радио выступила председатель городского комитета Общества Красного Креста Левитская, призвавшая девушек записываться на курсы медсестёр. В сентябре отдел политического вещания Ленинградского радиокомитета начал организовывать ежедневные вечерние передачи «Ленинград сегодня», в которых освещалась деятельность команд МПВО. Также для бойцов регулярно передавались памятки штаба противовоздушной обороны Ленинграда, наставления и приказы. С сентября в эфире Ленинградского радио начали передаваться материалы о сборе теплых вещей для РККА. Согласно сводкам за декабрь 1941 года, город отправил на фронт 343,4 тыс. различных предметов теплой одежды.
В канун 7 ноября 1941 года в эфире Ленинградского радио прозвучала инициатива от имени коллектива завода имени Сталина, предложившего развернуть социалистическое соревнование по случаю годовщины Октябрьской революции. Журналисты публиковали постоянно материалы о развитии социалистического соревнования на предприятиях: в эфире прозвучала статья Алексея Стаханова «Шире предпраздничное соревнование». Также публиковались материалы об участии в соцсоревновании подростков и молодёжи, которые пришли на рабочие места вместо ушедших на фронт отцов и старших братьев.
Хотя немцами были разрушены линии связи и загородное антенное хозяйство, а радиопередачи на Москву, страну и мир (равно как и приём других станций) стали возможными только по эфиру, Ленинградское радио не прерывало своё вещание в блокадном городе, поскольку было крайне ценным источником информации для горожан. В радиокомитет постоянно поступали письма с просьбой обеспечить вещание и не держать жителей в информационном вакууме: особенно много писем приходили в случае, если вещание прекращалось из-за нехватки электроэнергии или последствий авианалётов и артобстрелов. Одно такое письмо направили преподаватели Кораблестроительного института и Института инженеров железнодорожного транспорта, которые уверяли, что местную газету получают только поздно вечером или на следующий день, а московские издания — только через пять-семь дней.
Радио опровергало распространяемую немцами и финнами прогитлеровскую пропаганду и рассказывало об успехах советских солдат на рубежах защиты Ленинграда и событиях на Ленинградском фронте. Как говорила Ольга Берггольц: «Нигде радио не значило так много, как в нашем городе в дни войны».
Помимо Ольги Берггольц, у микрофонов Ленинградского радио в дни войны выступали Всеволод Вишневский, Николай Тихонов, Дмитрий Шостакович, Мария Юдина, Мария Петрова, журналисты Моисей Блюмберг, Лазарь Маграчёв, Матвей Фролов и многие другие. Журналисты Ленинградского радио для записи репортажей выезжали на фронт, и их можно по праву назвать пионерами фронтового репортажа.
9 августа 1942 года в эфире Ленинградского радио состоялась премьера Седьмой симфонии Дмитрия Шостаковича из Большого зала Ленинградской филармонии в исполнении оркестра Радиокомитета под управлением Карла Элиасберга. За всё время трансляции Ленинградской симфонии на осаждённый город не обрушилось ни одной авиабомбы, ни разу не прозвучал сигнал воздушной тревоги.
У ленинградских пользователей находилось около 90 тысяч радиоприёмников, которые были сданы на склады с началом войны и возвращены владельцам уже после Победы.

#### После войны
В 1958 году из состава Ленинградской дирекции радиосвязи и радиовещания Ленинградскому комитету по телевидению и радиовещанию был передан Дом радио
В 1973 году дирекция была переименована в Союзный узел радиовещания и радиосвязи № 2, с 1987 года он носил название «Производственное объединение радиовещания и радиосвязи № 2» (ПОР-2), с 1992 года — «Государственное предприятие радиовещания и радиосвязи № 2» (ГПР-2), к 2002 году — «Центр радиовещания и радиосвязи № 2» (ЦРР-2).
Со 2 января 1989 года ленинградская смешанная программа ретранслировалась в Москве в диапазоне ультракоротких волн на частоте 72,92 мГц (Ленинградская программа с 17.00 до 22.00, остальное время 1-я программа Всесоюзного радио).
С осени 1998 года до осени 2017 года радио вещало с Ленинградского радиотелевизионного передающего центра на частоте 69,47 кГц в диапазоне УКВ (мощность передатчика: 15 кВт, позже — 5 кВт). С октября 2017 года радио вещает на той же частоте с РТПС Ольгино, а также на третьем канале Городской радиотрансляционной сети.

## Дом Радио
Дом на углу Малой Садовой и Итальянской улиц был построен в 1912—1914 годах в стиле неоклассицизма для Санкт-Петербургского Благородного собрания по проекту архитекторов братьев Косяковых — Василия Антоновича, Владимира Антоновича и Георгия Антоновича.
- В годы Первой мировой войны, с 6 декабря 1914 года, в здании размещается лазарет японского отряда Красного Креста
- В декабре 1915 года на втором этаже здания обустраивается временная православная церковь святого Николая Чудотворца
- После ухода японцев госпиталь становится русским и находится по этому адресу до 1917 года
- В 1918 году в здании располагается организация «Пролетарская культура»
- В 1924 году в здании открывается кинотеатр «Колосс»
- В 1933 году Ленинградский Пролеткульт и кинотеатр покидают дом бывшего Благородного собрания, и в его стены переселяется Ленинградское радио; здесь оно существует по сей день[18].

|                            |                            |                              |                                        |                                               |
| Дом Радио, фрагмент фасада | Дом Радио, фрагмент фасада | Дом Радио, вывеска при входе | Мемориальная доска на стене Дома Радио | Мемориал Ольге Берггольц на входе в Дом Радио |

## Программы Радио «Петербург»

### Панорама
Ежедневная утренняя программа радио «Петербург» представляет собой обзор культурных, социальных, политических событий в жизни Северной Столицы. Каждый день в программу приглашаются гости — политики, деятели науки, культуры и спорта. «Петербургская панорама» включает в себя рубрики:
- «Утренняя зарядка»
- «Жизнь замечательных хитов»
- «Исторический календарь»
- «Здоровье для всех»
- «Обзор политических событий с Сергеем Цыпляевым»
- «Пригороды и парки Петербурга»
- «Будьте здоровы!»
- «Северный огород»
- «Вот это по-русски!»
- «Актёрское фойе»
- «Разъясняет прокурор»
- «Кошкин дом»
- «Музеи Петербурга»
- «Живой уголок»
- «Поехали!»
- «Классная переменка»
- «Право и права»
- «Почему так названо»
- «Дачная жизнь»

Выходит в эфир ежедневно — с 7:00 до 12:00 по будням и с 8:00 до 12:00 по выходным дням.

### Полдень
Ежедневный дневной музыкально-литературный канал радио «Петербург». Каждый день в программе обсуждаются новости культуры и памятные даты. Гостями программы являются музыканты и артисты, которым можно задать вопросы в прямом эфире. 
Неотъемлемой частью «Полдня» являются радиопостановки классических и современных литературных произведений, а также концерт по заявкам «Любимые мелодии».
Выходит в эфир ежедневно — с 12:05 до 17:00.

### Домашний мир
Программа, в которой ведутся разговоры, касающиеся, в основном, социальной сферы жизни Санкт-Петербурга. Радиослушатели могут участвовать в беседе, задавать вопросы гостям программы.
Выходит в эфир по будням — с 17:05 до 19:00.

### Петербургский исторический клуб
Программа впервые вышла в эфир в 1993 году. У её истоков стояли известный радиожурналист А. В. Солдатов и видный историк, член-корреспондента РАО, профессор В. И. Старцев.
С 2001 года, автор и ведущий А. Л. Вассоевич, доктор философских наук, кандидат исторических наук, ректор Санкт-Петербургской Восточной Академии, профессор кафедры политической психологии СПбГУ, профессор кафедры теории истории культуры РГПУ им. А. И. Герцена.
В разные годы в программе принимали участие известные российские историки: А. В. Островский, И. Я. Фроянов, В. С. Мясников и многие другие.
Программа выходит в эфир во вторник в 23:00.

## Ведущие и руководство
- Юрий Радкевич — начальник Управления радиовещания
- Наталья Московченко — заместитель начальника Управления радиовещания
- Марика Шукакидзе — шеф-редактор информационных и публицистических программ
- Виктор Субботин — шеф-редактор художественных программ
- Нина Лукичёва — редактор-координатор
- Татьяна Фомкина — ведущая программы «Полдень»
- Ирина Смирнова — ведущая программы «Полдень»
- Антонина Ростовская — ведущая программы «Полдень»
- Алина Герр — ведущая программы «Полдень»
- Ангелина Усачева — ведущая программы «Полдень»
- Наталья Солдаткина — ведущая программы «Полдень»
- Константин Петрук — ведущий программы «Петербургская панорама»
- Алексей Ерофеев — ведущий программы «Петербургская панорама»
- Елена Сметанина — ведущая программы «Петербургская панорама»
- Анастасия Калинкова — ведущая программы «Петербургская панорама»
- Иннокентий Павловский — ведущий программы «Петербургская панорама»
- Елена Петрова — корреспондент программы «Петербургская панорама»
- Александр Черняков — корреспондент программы «Петербургская панорама»
- Влад Токарев — ведущий новостей
- Светлана Кричко — ведущая новостей
- Елена Воробьёва — ведущая программы «Домашний мир»
- Александр Фёдоров — ведущий программы «Домашний мир»
- Марина Филистович — музыкальный редактор радио «Петербург»
- Александр Бартэн — ведущий рубрики «Писатели у микрофона»

## Зона вещания
В данном списке перечисляются эфирные частоты радиостанции по городам вещания:
| Город           | Частота (УКВ) | Частота (РТС) | Время вещания (УКВ) | Время вещания (РТС) |
| --------------- | ------------- | ------------- | ------------------- | ------------------- |
| Санкт-Петербург | 69,47         | 3-й канал     | 6:00—1:00           | 6:00—00:00          |

## Вещание прекращено
- Санкт-Петербург — 801, 1493, 1494 СВ; 67.45 УКВ
- Выборг — 67.79 УКВ
- Кингисепп — 68.93 УКВ
- Луга — 70.88 УКВ
- Приозерск — 70.82 УКВ
- Тихвин — 66.92 УКВ
- Москва — 72.92 УКВ